# بيان أرومية لآشور متحدة وحرة
كتب بيان أرومية لآشور متحدة وحرة من قبل القومي الآشوري فريدون آتورايا، في نضاله من أجل الاستقلال الآشوري خلال وبعد الحرب العالمية الأولى. لقد كُتب البيان بالسريانية واكتمل في أبريل 1917. كانت أيديولوجيته هي الماركسية، ودعم الاستقلال الإقليمي الذاتي للشعب الآشوري في الشرق الأوسط. كان أحد أهداف البيان تشكيل تحالف تجاري وعسكري مع روسيا.

## محتويات البيان الأرومي من التوحيد واتحاد اشور الحرة
1. إن هدف وتطلع اتحاد آشور الحرة هو إقامة حكومة وطنية في المستقبل في المجالات التالية: أورميا، والموصل، وطور عابدين، ونصيبين، والجزيرة، وجولميغ، وإعادة التوحيد مع روسيا العظيمة والحرة في التجارة والصناعة والعلاقات العسكرية لتكون في اتحاد معهم.
2. سيتم التثبيت السياسي لآشور الحرة على أساس الجمعية الوطنية الرئيسية، والتي بدورها ستكون السلطة التشريعية وسيكون تنفيذ الأوامر من الرئيس والوزراء
3. سيتم انتخاب الممثلين الوطنيين في الجمعية الوطنية الرئيسية من خلال تصويت جميع الأشخاص دون تمييز بسبب الدين أو المنصب أو الأصل أو الجنسية. لكل شخص، عند بلوغه سن العشرين، الحق في التصويت لانتخاب نواب الجمعية الوطنية الرئيسية. يمكن أن يكون الممثلون المنتخبون من الذين تتراوح أعمارهم بين 25 و60 سنة.
4. سيؤخذ حق ملاك الأراضي في التصرف في الأراضي منهم وسيُنقل إلى السلطات الشعبية لتوزيع الأراضي حسب ما يقررونه.
5. أراضي الملاك، التي تم الاستيلاء عليها من خلال الظلم والعنف منذ العصور القديمة، سيتم أخذها منهم بغض النظر عن الهوية الوطنية، وستُنسب هذه الأراضي إلى ممتلكات جميع الناس، وبأمر من سلطتهم، سيتم نقلها للمزارعين الذين سيتعاملون معهم لاحتياجاتهم دون دفع أي رسوم. إذا أحضرت الأرض من قبل شخص على نفقته الخاصة، مثبتة باتفاقيات موثقة ووثائق تجارية، فستأخذها السلطات، ولكن ليس بدون دفع مالك قيمة الأرض. كل الذهب، والفضة، والرصاص، وأحافير الفحم، والغابات، والمياه المعدنية، وما إلى ذلك، سيتم سحبها وإسنادها إلى ممتلكات الأشخاص تحت سيطرة الحكومة الشعبية.
6. كل ابن وابنة من الشعب الآشوري متساوون بقوانين اتحاد اشور الحرة، أي لا فرق بين الاغنياء والفقراء والعمال، الخ. جميع السكان تحت حكم اتحاد آشور الحرة سيكونون مواطنين فقط ومواطنين أحرار.
7. حرية التعبير والصحافة والفكر والتجمع النقابي والإضراب ستكون كاملة بشرط عدم الإضرار بشرف شخص آخر.
8. سيتم توزيع الضرائب على جميع سكان اتحاد آشور الحرة دون استثناء، ولكن حسب حالة وكسب كل منهم.
9. يجب أن يكون جميع الأطفال تحت سن 15 سنة مسجلين في مدارس اتحاد آشور الحرة للتعلم الفوري.
10. سيكون هناك فصل لرجال الدين عن الحياة المدنية في اتحاد اشور الحرة. وعلاوة على ذلك، لا يتدخل رجال الدين بأي شكل من الأشكال في الشؤون الوطنية والقانونية.
11. سيتم تنظيم حزب من الاشتراكيين الديمقراطيين لتوجيه جميع العمال في الوقت الحاضر في إطار برنامج ماركس وإنجلز.
12. إلغاء الضرائب غير العادلة، لأنها تقع بشكل عام فقط على العمال والمزارعين الفقراء.
13. يمكن لممثلي جميع الجنسيات الأخرى، الذين يعيشون في اتحاد آشور الحرة، أن يعيشوا حياتهم بحرية، وحقوق وقوانين الاتحاد، التي ستدخل حيز التنفيذ من خلال الجمعية الوطنية الرئيسية.
14. في جميع أنحاء اتحاد آشور الحرة، فإن اللغة الإلزامية في المدارس هي الآشورية. ما هو الضروري لنا الآن أيها الأشوريون؟
15. نشر الأفكار السالفة الذكر بين الناس وتنظيم فروع الاتحاد الوطني في جميع القرى والمواقع الأخرى وانتخاب اللجان القروية التي سيكون لها ممثل في الجمعية الوطنية المركزية.
16. التحضير للسلام الوشيك بعد الحرب، بحيث يتم عرض جميع اللوائح المعلنة وإعلانها لجميع الأوروبيين والمؤتمر المقبل.
17. - تعيين ممثلين رسميين باسم الاتحاد في المؤتمر المشار إليه واستعادة حقوق الشعب الآشوري.
18. تعيين ممثل أو اثنين في أمريكا لجذب الأشوريين الأجانب إلى اتحاد آشور الحرة. نفس اللقاء مع الآشوريين من بلاد ما بين النهرين، ونسفينفا، والموصل، وروسيا، إلخ.
19. إصدار نشرة شعبية عن الاتحاد لنشر أسس الحرية على نطاق واسع.
20. القراءة الشعبية (المحاضرة) والكلام وترتيب العروض لتحقيق هذه الأهداف.